# Pobużany
Pobużany (ukr. Побужани) – wieś w obwodzie lwowskim, w rejonie złoczowskim na Ukrainie.
Wieś starostwa grodowego buskiego na początku XVIII wieku. W II Rzeczypospolitej gmina wiejska. Od 1 sierpnia 1934 r., w ramach reformy scaleniowej stała się częścią Gminy Busk w powiecie kamioneckim.
Do 2020 w rejonie buskim. 

## Położenie
Według Słownika geograficznego Królestwa Polskiego i innych krajów słowiańskich: Pobużany to wieś w powiecie Kamionka Strumiłowa, położona 19 km na południowy wschód od Kamionki Strumiłowej i 8 km na północny zachód od Buska.